# Zmijski ujed
Zmijski ujed je povreda izazvana ujedom zmije, posebno otrovnih zmija. Čest znak ugriza otrovne zmije je prisustvo dve probojne rane od životinjskih očnjaka. Ponekad se može javiti ubrizgavanje otrova od ugriza. To može rezultirati crvenilom, oticanjem i jakim bolovima u predelu rane, što može potrajati i sat vremena. Može doći do povraćanja, zamagljenog vida, peckanja udova i znojenja. Većina ugriza je na šakama, rukama ili nogama. Strah nakon ugriza je čest sa simptomima tahikardije i osećaja nesvesti. Venom može da izazove krvarenje, zatajenje bubrega, ozbiljnu alergijsku reakciju, smrt tkiva oko ugriza, ili probleme sa disanjem. Ugrizi mogu rezultirati gubitkom ekstremiteta ili drugim hroničnim problemima. Ishod zavisi od vrste zmije, oblasti tela koju je ugrizla, količine ubrizganog venoma i opšteg zdravlja ugrizene osobe. Problemi su često teži kod dece nego kod odraslih, zbog manje veličine tela.
Zmije ugrizaju kao metod lova i kao sredstvo zaštite. Faktori rizika za ujede uključuju manuelni rad na otvorenom, kao što su poljoprivredne aktivnosti, šumarstvo i građevinarstvo. Zmije koje obično učestvuju u trovanjima uključuju pripadnike familije  (poput krajtova, kobri i mambi), Viperidae i morske zmije. Većina zmijskih vrsta nema otrov i ubija svoj plen tako što ga stisne. Otrovne zmije mogu se naći na svim kontinentima, osim na Antarktika. Određivanje vrste zmije koja je izazvala ujed često nije moguće. Svetska zdravstvena organizacija navodi da su ugrizi zmija „zanemareno pitanje javnog zdravlja u mnogim tropskim i suptropskim zemljama”.
Prevencija ujeda zmija može uključivati nošenje zaštitne obuće, izbegavanje područja u kojima žive zmije i ne rukovanje zmijama. Lečenje delom zavisi od vrste zmije. Preporučuje se pranje rana sapunom i vodom i držanje uda nepokretnim. Pokušaj isisavanja otrova, rezanje rana nožem ili korišćenje turniketa nije preporučljivo. Antivenom je efikasan u sprečavanju smrti od ujeda; međutim, antivenomi često imaju nuspojave. Vrsta potrebnog antivenoma zavisi od vrste zmije koja je uključena. Kada je vrsta zmije nepoznata, antivenom se često daje na osnovu vrsta za koje se zna da se nalaze u nekom području. U nekim delovima sveta teško je dobiti pravi tip antivenoma i to delimično doprinosi tome da ponekad ne funkcionišu. Dodatno pitanje su troškovi ovih lekova. Antivenom ima malo uticaja na područje oko samog ugriza. Ponekad je takođe potrebno podržati disanje osobe.
Broj otrovnih ujeda zmija koji se javljaju svake godine može biti i do pet miliona. Rezultat je oko 2,5 miliona trovanja i 20.000 do 125.000 smrtnih slučajeva. Učestalost i težina ujeda uveliko variraju u različitim delovima sveta. Najčešće se javljaju u Africi, Aziji i Latinskoj Americi, pri čemu su ruralne oblasti izložene u većoj meri. Smrti su relativno retke u Australiji, Evropi i Severnoj Americi. Na primer, u Sjedinjenim Državama, oko sedam do osam hiljada ljudi godišnje biva ugrizeno otrovnim zmijama (oko jednog na 40 hiljada ljudi), a umre oko pet ljudi (oko jedne smrti na 65 miliona ljudi).

## Znaci i simptomi
Najčešći simptom svih uboda zmija je poražavajući strah, koji doprinosi i drugim simptomima, uključujući mučninu i povraćanjé, proliv, vrtoglavicu, nesvestice, tahikardiju i hladnu, vlažnu kožu. Televizija, literatura i folklor delom su odgovorni za čestu paniku vezanu za zmijske ubode, a ljudi mogu biti nadvladani čemernim mislima o neminovnoj smrti.
Suvi ujedi zmija i oni koje su nanele neotrovne vrste još uvek mogu da nanesu teške povrede. Postoji nekoliko razloga za to: mesto ujeda zmije može da postane infektirano, pri čemu zmijska pljuvačka i očnjaci ponekad pružaju utočište patogenim mikroorganizmima, uključujući Clostridium tetani. Infekcije često bivaju prijavljene pri ubodima poskoka, čiji su očnjaci sposobni da uzrokuju duboke probojne rane. Ugrizi mogu izazvati anafilaksu kod pojedinih ljudi.
Većina uboda zmija, bilo da je zmija otrovna ili ne, imaće neki lokalni efekat. Javljaju se manji bolovi i crvenilo u preko 90 odsto slučajeva, mada to varira zavisno od lokacije. Ugrizi poskoka i nekih kobri mogu biti izuzetno bolni, s tim što lokalno tkivo ponekad postane mekano i jako nateče u roku od pet minuta. Ovo područje takođe može krvariti i stvarati mehuriće, i na kraju može doći do nekroze tkiva. Drugi uobičajeni početni simptomi ugriza jamičarki i otrovnica uključuju letargiju, krvarenje, slabost, mučninu i povraćanje. Simptomi mogu vremenom postati opasniji po život, prelazeći u hipotenziju, tahipneju, tešku tahikardiju, teška unutrašnja krvarenja, izmenjen senzorijum, zatajenje bubrega i respiratorno zatajenje.
Ugrizi uzrokovani nekim zmijama, poput krajtova, koralne zmije, mohavske zvečarke i pegave zvečarke, navodno izazivaju malo ili nikakav bol uprkos ozbiljnim potencijalno opasnim povredama po život. Ugrizene osobe mogu takođe opisati „gumeni”, „minti” ili „metalni” ukus, ako ih je ugrizala određena vrsta zvečarke. Pljuvajuće kobre i rinkhali mogu da ispljunu otrov u oči osobe. To rezultira trenutnim bolom, oftalmoparezom, a ponekad i slepoćom.

## Druge životinje
Nekoliko životinja je steklo imunitet protiv otrova zmija koje se javljaju u istom staništu. Ovo je dokumentovano i kod nekih ljudi.

## Literatura
- Greene, Harry W. (1997). Snakes: The Evolution of Mystery in Nature. Berkeley, CA: University of California Press. ISBN 978-0-520-20014-2.
- Stephen P., Mackessy, ур. (2010). Handbook of Venoms and Toxins of Reptiles (2nd изд.). Boca Raton, FL: CRC Press. ISBN 978-0-8493-9165-1.
- Valenta, Jiri (2010). Venomous Snakes: Envenoming, Therapy (2nd изд.). Hauppauge, NY: Nova Science Publishers. ISBN 978-1-60876-618-5.
- Campbell, Jonathan A.; William W. Lamar. The Venomous Reptiles of the Western Hemisphere. Ithaca, NY: Cornell University Press. 2004. ISBN 978-0-8014-4141-7.
- Spawls, Stephen; Bill Branch. The Dangerous Snakes of Africa: Natural History, Species Directory, Venoms and Snakebite. Sanibel Island, FL: Ralph Curtis Publishing. 1995.  978-0-88359-029-4.
- Sullivan, J. B.; Wingert WA; Norris Jr RL (1995). North American Venomous Reptile Bites. Wilderness Medicine: Management of Wilderness and Environmental Emergencies.. 3: 680–709.
- Thorpe, Roger S.; Wolfgang Wüster, Anita Malhotra. Venomous Snakes: Ecology, Evolution, and Snakebite'. Oxford, England: Oxford University Press. 1996.  978-0-19-854986-4.
- Organization (2016). Guidelines for the management of snakebites (на језику: енглески). Regional Office for South-East Asia, World Health Organization. ISBN 9789290225300. hdl:10665/249547.

## Spoljašnje veze
|  | Molimo Vas, obratite pažnju na važno upozorenje u vezi sa temama iz oblasti medicine (zdravlja). |